# Ferdinand Fauland
Ferdinand Vinzenz Fauland (* 18. Dezember 1893 in Mariazell; † 22. Mai 1980 in Graz) war ein österreichischer Schriftsteller, Lehrer und Volksschuldirektor sowie ehemaliger Offizier in der k.u.k. Armee. Ab den 1920er Jahren engagierte er sich zunehmend in der Lokalpolitik und übernahm Ende des Jahrzehnts das Amt des Bürgermeisters von Sankt Katharina in der Wiel.
Der Mundartdichter und -schriftsteller war zudem Gründungsmitglied und erster Direktor des 1957 gegründeten Bunds Steirischer Heimatdichter.

## Leben und Wirken

### Herkunft und Familie
Ferdinand Fauland wurde am 18. Dezember 1893 als Sohn des k.k. Wachtmeisters der Gendarmerie Vinzenz Fauland (* 13. September 1861 in Freidorf bei Sankt Peter im Sulmtal; † 26. April 1915 in Graz) und dessen Ehefrau, der Gastwirtstochter Maria „Marie“ Theresia (geborene Anderl; * 18. August 1872 in Hernals, Niederösterreich (heute ein Bezirk von Wien); † unbekannt), in Mariazell geboren und am 20. Dezember 1893 auf den Namen Ferdinand Vinzenz getauft. Seine Eltern hatten am 30. Mai 1892 in Frohnleiten geheiratet. Der Vater war zu dieser Zeit sowie zur Geburt seines Sohnes Postenführer des Landesgendameriekommandos Nr. 6 in Mariazell.

### Militärzeit sowie Einsätze und Verwundung im Ersten Weltkrieg
Im Sommer 1912 wurde der mittlerweile in Liebenau bei Graz lebende Fauland als Zögling der dortigen Kadettenschule zum Fähnrich des 100. Infanterieregiment ernannt. Im April 1914 wurde Fähnrich Fauland als Mitglied der 100. Infanterieregiments zum 2. Bataillon dieses Regiments transferiert. Noch im selben Monat erfolgte seine Ernennung zum Leutnant im 100. IR. Kurz vor dem Tod seines Vaters wurde Ferdinand Fauland, damals Offizier im 100. Infanterieregiment in der Schlacht an der Drina am 18. September 1914 durch eine Schusswunde am linken Fuß verwundet. Nachdem er ab 21. September 1914 in einem Spital in Budapest versorgt wurde, kam er im Oktober 1914 in häusliche Pflege zu seinem in Graz lebenden Vater. Manchen Quellen zufolge hatte er einen Schuss in den rechten Mittelfuß erlitten. Zumindest im November 1914 war er als Patient im Vereins-Reservespital Graz untergebracht; spätestens im Februar 1915 lag der Gagist zur Behandlung seiner Schusswunde im Krankenhaus der Barmherzigen Brüder Graz. Mit dem Rang vom 1. Juli 1915 wurde Fauland zum Oberleutnant befördert und nahm zu dieser Zeit bereits wieder an den Kriegshandlungen während des Ersten Weltkrieges teil. Für vorzügliche Dienstleistung vor dem Feinde wurde Fauland im November 1915 eine belobende Anerkennung zuteil. Verschiedenen Berichten zufolge dürfte es sich dabei um die Militär-Verdienstmedaille gehandelt haben. Im September 1916 erfolgte die Verleihung des Militärverdienstkreuzes 3. Klasse mit der Kriegsdekoration. Während er als Oberleutnant bei der Grazer Militärpolizei diente, heiratete er am 2. April 1919 in der Grazer Barmherzigenkirche die Wienerin Eleonora – auch Eleonore oder Lore genannt – Hofer (* 1887). Danach soll er noch bis 1921 Militärangehöriger gewesen sein, ehe er eine Laufbahn als Volksschullehrer- und direktor begann.

### Rechtsstreit vor dem Verfassungsgerichtshof
Während seiner Zeit als Lehrer und Direktor schrieb er auch Schauspiele für Schülertheater bzw. fungierte als Laienspielautor, der unter anderem auch Weihnachtsspiele schrieb. Unter seiner Leitung wurde im Juni 1924 vom Theaterverein Frohnleiten-Mauritzen das Volksschauspiel Der Herrgottschnitzer von Ammergau von Ludwig Ganghofer und Hans Neuert im Kino- und Theatersaal Theresienhof in Frohnleiten aufgeführt. Im Oktober desselben Jahres verhandelte der Verfassungsgerichtshof in Wien über die Klage von 30 Berufsoffizieren, darunter auch der am Ende seiner Militärlaufbahn zum Hauptmann beförderte Ferdinand Fauland, auf Feststellung des Anspruches auf eine bleibende Pension. Die klagenden Offiziere waren allesamt im Jahr 1919 gegen Abfertigung aufgrund des Erlasses des damaligen Staatsrates für Heereswesen vom 21. November 1918 entlassen worden. Die Kläger wurden 1919 auf eigenen Wunsch gegen eine Abfertigung entlassen, basierend auf einem Erlass von 1918, der Militärgagisten mit mindestens zehnjähriger Dienstzeit die Versetzung in den Ruhestand ermöglichte. Wer weniger als zehn Jahre gedient hatte, erhielt stattdessen eine einmalige Abfertigung. Ein späterer Nachtragserlass sicherte jedoch einen Versorgungsanspruch, falls nachträglich eine durch den Dienst verursachte Dienstuntauglichkeit festgestellt wurde. Die Kläger behaupteten, bereits bei ihrer Entlassung dienstuntauglich gewesen zu sein, und forderten daher eine Pensionierung statt der erhaltenen Abfertigung. Sie erklärten sich zudem bereit, die irrtümlich erhaltene Abfertigung zurückzustellen, um als dienstuntauglich in den Ruhestand versetzt zu werden. Das Bundesministerium für Heereswesen widersprach, da die Kläger bewusst auf Superarbitrierung verzichtet und sich für die Abfertigung entschieden hatten. Eine nachträgliche Prüfung der Dienstuntauglichkeit war seitens des Bundesministeriums nicht möglich, da mit der Entlassung alle dienstlichen Beziehungen zum Staat erloschen waren. Zudem lag laut Ministerium eine Verpflichtung zur Superarbitrierung außerhalb der Zuständigkeit des Verfassungsgerichtshofes.
Laut Fauland wurden die Kläger nicht auf eigenes Ansuchen, sondern zwangsweise aufgrund eines Erlasses des Staatsamtes für Heereswesen von 1919 und des Militärabbaugesetzes von 1920 gegen Abfertigung entlassen. Durch den ausdrücklichen Hinweis, dass Berufsmilitärpersonen mit weniger als 14 Dienstjahren nicht pensioniert würden, wurden sie in dem Glauben irregeführt, dass die Bestimmungen des Militärversorgungsgesetzes von 1875, die Offizieren eine Pension trotz geringerer Dienstzeit gewährten, aufgehoben worden seien. Erst später, als sie auf die weiterhin gültigen Bestimmungen des Versorgungsgesetzes aufmerksam gemacht wurden, beschritten sie den Klageweg, um ihr Recht durchzusetzen. Der Verfassungsgerichtshof erklärte sich jedoch in weiterer Folge für unzuständig. Der VfGH unter dem Vorsitz des Präsidenten Paul Vittorelli wies die Klage des Ferdinand Fauland und dessen Genossen gegen den österreichischen Bundesstaat im November 1924 zurück. In der Zeit danach war Fauland weiterhin stark im Theaterverein Frohnleiten-Mauritzen aktiv. Im Folgejahr stellte Fauland eine offene Anfrage an die Bundesregierung, in der er die ungleiche Behandlung zwischen den abgebauten Offizieren und den Bundesbeamten kritisierte. Anfang Februar 1926 entschied der Verfassungsgerichtshof erstmals in seiner neuen Funktion als Beschwerdeinstanz für Rechtsstreitigkeiten aus dem öffentlich-rechtlichen Beamtenverhältnis. Der Senat beschloss tatsächlich, die Gesetzmäßigkeit des angeführten Erlasses überprüfen zu lassen. Da jedoch ausschließlich das Plenum des Verfassungsgerichtshofes befugt war, gesetzwidrige Erlässe der Ministerien aufzuheben, übergab der Senat sämtliche Beschwerden an das Plenum. Da die Entscheidung aller Beteiligten, auch jener, für die der Erlass nicht relevant war, in Zusammenhang stand, sollte das Plenum in einer neuen Verhandlung sowohl über die Gesetzmäßigkeit des Erlasses von 1918 als auch über die einzelnen Beschwerden entscheiden.

### Schulleiter in Wiel, Schritt in die Lokalpolitik und Beginn der schriftstellerischen Tätigkeit
Zu diesem Zeitpunkt war Fauland bereits nicht mehr Lehrer in Frohnleiten, sondern hatte eine Anstellung als Schulleiter in Wiel (damals ein Ortsteil von Wielfresen; seit 2015 zu Wies gehörig) angenommen. Seinen Wohnsitz hatte er damals in Sankt Katharina in der Wiel. Die Beschwerde Faulands wurde am 17. März 1926 vor dem Verfassungsgerichtshof behandelt. Dieser kam zur Erkenntnis, dass eine aktive Berufsmilitärperson der zuständigen Militärbehörde gegenüber insolange als diensttauglich zu gelten hat, als ihre Dienstuntauglichkeit nicht im Sinnes des Militärversorgungsgesetzes vom 27. Dezember 1875, R.G.Bl.Nr. 158, in der von diesem Gesetze vorgeschriebenen Art und Weise festgestellt ist. Weiters kam er zur Erkenntnis, dass eine Anspruch auf Durchführung eines Superarbitrierungsverfahrens nur eine im Militärverband stehende Person hat und nach Ausscheiden aus dem Militärverband eine Superarbitrierung ausgeschlossen ist. Außerdem kam er zur Erkenntnis, dass ein Offizier im Verhältnis außer Dienst lediglich die Berechtigung hat, seinen bisherigen militärischen Titel mit dem Beisatz außer Dienst zu führen und dass der in der alten Wehrverfassung begründete Titel außer Dienst nach der Wehrverfassung der Republik keinen materiell-rechtlichen Inhalt mehr hat. Auch nach seiner Beschwerde vor dem VfGH setzte sich Fauland weiterhin im Kriegsopferverband und für pensionslose, junge und invalide Berufsoffiziere ein. In seiner nunmehrigen Heimatgemeinde St. Katharina gehörte der Lehrer – auch seine Ehefrau Lore war (Arbeits-)Lehrerin – ab den 1920er Jahren auch dem Gemeinderat an. Spätestens ab 1929 war er Bürgermeister von St. Katharina in der Wiel.
In ebendiesem Jahr wurde er auch zum Hauptmann der Feuerwehr von Wernersdorf ernannt und mit 1. April 1929 zum (provisorischen) Schulleiter an der Volksschule Wernersdorf zugewiesen. In seiner Sitzung vom 30. April 1929 ernannte ihn der steiermärkische Landesschulrat zum Oberlehrer in Wernersdorf. Bereits in den 1920er Jahren und darüber hinaus bemühte sich Fauland um die Einigung der Kriegerverbände der Steiermark zu einem großen Verband, der beispielsweise 1930 als Einheitsfront vorgeschlagen wurde. Zu Weihnachten 1930 veröffentlichte Fauland, der sich in seiner Freizeit als Imker betätigte, im Heimverlag Adolf Dreßler mit Sitz in Radolfzell am Bodensee sein Werk Die schwarz-gelbe Passion. Das Buch vom Sterben eines Standes, in dem er in acht Erzählungen über die Ungerechtigkeiten berichtete, die aus dem Ersten Weltkrieg heimkehrenden Offizieren widerfahren sind, die manchen Soldaten auch in den Selbstmord trieben. Anlässlich des 11. Bundestags des Kameradschafts-Landesbundes für Steiermark warb Fauland 1930 für eine Arbeitsgemeinschaft des Kameradschafts-Landesbundes mit dem Kriegsteilnehmerverband 1914/18 und den Regimentsverbänden (Eisernes Kops). Ab den frühen 1930er Jahren hielt Fauland nicht nur öffentliche Lesungen seiner Gedichte, sondern trug sie auch regelmäßig in Radiosendungen, beispielsweise der Steirischen Dichterstunde, vor.
Im Jänner 1931 erfolgte Faulands Wahl in den Arbeitsausschuss für die Verhandlungen zur Arbeitsgemeinschaft mit dem Alpenländischen Kriegsteilnehmerverband 1914/18 und mit der Kriegskameradschaft des Eisernen Korps. Wie bereits während seiner Zeit in Frohnleiten zeigte sich der gebürtige Mariazeller auch in Wies für die hiesige Theatergruppe verantwortlich. Im Mai 1932 wurde er vom Landesschulrat zum Oberlehrer in Edelsbach bei Feldbach ernannt. Während seiner Zeit in Edelsbach fungierte er unter anderem auch als Landesjugendführer im austrofaschistischen Jung-Vaterland und legte diese Funktion als bisheriger Landesjugendführer des Österreichischen Heimatschutzes der Steiermark mit Rücksicht auf seine berufliche Inanspruchnahme im Jänner 1935 nieder, woraufhin Oskar von Ebhardt mit der provisorischen Leitung betraut wurde. Neben seinen Gedichten erzählte Fauland, der der Bundesleitung des steirischen Kameradenbunds angehörte, in den Radiosendungen auch aus dem österreichischen Soldatenleben oder über das zunehmende Bauernsterben.

### Über Wernersdorf und Edelsbach nach Judendorf-Straßengel
Im Jahr 1934 übernahm Fauland die provisorische Schulleitung in Judendorf-Straßengel, wo er in weiterer Folge im Oktober 1934 vom Landesschulrat zum Oberlehrer ernannt wurde. Spätestens Anfang des Jahres 1937 fungierte er wieder in der mittlerweile als Österreichisches Jungvolk bekannten austrofaschistischen Staatsjugendorganisation als deren Landespressereferent für die Steiermark. Wie bereits bei seinen vorhergegangenen Stationen bemühte sich Fauland auch in Judendorf-Straßengel um die Schauspielkunst und schrieb hier unter anderem das Laienspiel Maria in Straßengel, ein Freilichtfestspiel, das im Juli 1937 zur Uraufführung gelangte. Außerdem schrieb er in den 1930er Jahren einige Artikel, die im Grazer Volksblatt veröffentlicht wurden, aber war auch mit dem Beitrag Schwanberger Einquartierungssorgen an den Blättern für Heimatkunde beteiligt. Während des Zweiten Weltkriegs tauchen keine Zeitungsberichte in Zusammenhang mit Ferdinand Fauland auf. Nach Kriegsende widmete er sich unter anderem wieder seiner Schriftstellertätigkeit und gab weiterhin Lesungen in Radiosendungen.
Rund 16 Jahre nach seinem Erstlingswerk brachte Fauland Ende des Jahres 1946 im Grazer Querschnitt-Verlag das 96 Seiten umfassende Buch Steirische Geschichten mit Erzählungen (Kurzgeschichten) heraus. Die Umschlagzeichnung des Buches stammte von Peter Richard Oberhuber. Bereits im Folgejahr erschien im selben Verlag, der mittlerweile von der Leonhardstraße 2 in die nur ums Eck gelegene Glacisstraße 47 gezogen war, die je nach Quellenlage 152 oder rund 180 Seiten umfassende Fortsetzung Wunderliebe Bauernheimat. Seit mindestens den 1940er Jahren wohnte Fauland gemeinsam mit seiner Ehefrau in Dobl bei Graz, wo er bis zu seiner Pensionierung als Volksschuldirektor tätig war. Im Jahr 1949 veröffentlichte Fauland, der in dieser Zeit des Öfteren bei Otto Hofmann-Wellenhof beim Sender Alpenland zu Gast war, im Erzherzog-Johann-Verlag den dritten Band seiner Bauern-Geschichten, das Buch Steirischer Joahrlauf mit dem Untertitel Ein Reimkranz ums Bauernjahr. Zu den Schauspielen, die Fauland in den 1940er und 1950er Jahren als Bühnenautor schrieb, zählen das Schulspiel Wir singen und sagen von Österreich (1947) oder die beiden Weihnachtsspiele Christheiligabend (1950) und Das Spiel vom König Herodes (1956). Auch in den 1950er Jahren war er mit zahlreichen Hörspielen auf dem Sender Alpenland oder auf Radio Schönbrunn (und dem Nachfolgesender Radio Wien) zu hören.

### Buchveröffentlichungen ab der späten 1950er Jahre bis zum seinem Ableben
Im Europäischen Verlag erschien im Jahr 1957 sein 176 Seiten umfassender Roman Wildfeuer. Ein Bauernschicksal., gefolgt von Maria in Straßengel. Steirische Kirchenlegende (92 Seiten) im Schister-Verlag im Jahr 1959. Ebenso brachte er 1959 in der Reihe Unsere Spiele für festliche Abende 1 des Verlags Spiel und Fest das Spiel Steirische Wallfahrt. Ein festliches Erzherzog-Johann-Spiel heraus. Im Eigenverlag gab er im Jahr 1961 das Buch Das Lachen unterm Tschako. Kleine Geschichten um die große Schweigerin heraus; zu diesem Zeitpunkt lebte Fauland bereits in seinem kleinen Haus mit großem Grundstück (Weidweg 52) im Norden von Graz. Nach einigen Jahren ohne nennenswerte Veröffentlichung brachte er 1967 im Verlag Welsermühl das 62 Seiten starke Buch Ausn Sulmtal. Geschichten in steirischer Mundart heraus, für dessen Illustration sich Franz Korger verantwortlich zeigte. Aus seiner Sulmtal-Reihe veröffentlicht Fauland in den nachfolgenden Jahren weitere Werke wie etwa Sulmerisch gredt. Gedichte in der Mundart des Sulmtales (1969), Sulmtola Gschnoattl (1970) oder D’Ahndl derzählt. Wallfahrtslegenden in steirischer Mundart (Sulmtal) (1972). Anlässlich des Ablebens von Josef Krainer senior Ende des Jahres 1971 veröffentlichte Fauland im Jahr 1972 im Styria-Verlag das Buch Der lärchene Stipfl. Anekdoten um Josef Kainer, das schnell vergriffen war und bereits im Folgejahr in 2. Auflage erschien. Im hohen Alter brachte er, teilweise reflektierend auf seine eigene Laufbahn in der k.u.k. Armee, eine Buchreihe mit Anekdoten aus der k.u.k. Armee heraus. So erschien 1973 im Styria-Verlag das 135-seitige Werk In Kaisers buntem Rock. Anekdoten aus der k.u.k. Armee, gefolgt von k.u.k. Raritäten. Anekdoten aus der alten Armee. im Jahr 1974 und Altösterreichischer Bilderbogen. Anekdoten aus der k.u.k. Armee. im Jahr 1975. Bei allen drei Büchern zeigte sich der Grazer Zeichner und Karikaturist Gottfried Pils als Illustrator verantwortlich. Mit dem Altösterreichische Bilderbogen war er bereits Ende der 1940er Jahre durch die gleichnamige und viele Jahre laufende Radiosendung bekannt geworden. Zudem veröffentlichte er im Jahr 1974 ein weiteres Werk in Mundart, das ebenso im Styria-Verlag erschienene 115-seitige Buch Sankt Peaderer und aun(d)ere Gschichtn.
Am Morgen des 22. Mai 1980 starb Fauland im Alter von 86 Jahren in seinem Haus auf der Adresse Weidweg 52 im äußersten Norden von Graz. Zumindest im Adressbuch der Landeshauptstadt Graz 1978/79 schien Fauland noch zusammen mit seiner Ehefrau als Bewohner des genannten Hauses auf. Als Todesursache wurde ein rezidivierender Myokardinfarkt angegeben, während als Grundleiden eine allgemeine Arteriosklerose, Diabetes mellitus und eine Koronararteriensklerose sowie als Nebenleiden periphere Durchblutungsstörungen nach einer Apoplexie genannt wurden. Zum Zeitpunkt seines Todes hatte er bereits den dritten Reinfarkt erlitten. Im Jahr seines Todes kam im Styria-Verlag das autobiografische Werk Vorwiegend heiter. Von einem, der auszog, General zu werden heraus. Auch nach seinem Tod wurden noch von ihm verfasste Bühnenstücke auf den Amateur- und Laienbühnen des Landes aufgeführt. Auch im 1994 in Zusammenarbeit zwischen Herbert Blatnik und Waltraud Weisi erschienenen Buch Drei aus dem Sulmtal. Ferdinand Fauland. Dr. Hans Maria Fuchs. Karl Reiterer ist Ferdinand Fauland unter anderem mit Texten vertreten.

## Werke (Auswahl)
- 1930: Die schwarz-gelbe Passion. Das Buch vom Sterben eines Standes[50]
- 1930: Es steht zu Wies ein wundertätig Frauenbild. In: Grazer Volksblatt, 63. Jahrgang, Nr. 185, 13. August 1930, S. 4–5.[95]
- 1931: Aus dem Handbuche eines Dorfbalbierers. In: Alpenländische Monatshefte. März 1931[96]
- 1933: Schwanberger Einquartierungssorgen. In: Blätter für Heimatkunde, Nr. 11, 1933, S. 72–76.
- 1937: Rekrutenfang. In: Grazer Volksblatt, 70. Jahrgang, Nr. 64, 18. März 1937, S. 5–6.[97]
- 1938: Hans Schüttensam und der Spielmann. In: Grazer Volksblatt, 71. Jahrgang, Nr. 14, 19. Jänner 1938, S. 1–3.[98]
- 1946: Steirische Geschichten (Kurzgeschichten)[68]
- 1947: Wunderliebe Bauernheimat (als 2. Teil von Steirische Geschichten)[71]
- 1947: Wir singen und sagen von Österreich (Schulspiel)
- 1949: Steirischer Joahrlauf. Ein Reimkranz ums Bauernjahr[75]
- 1950: Christheiligabend (Weihnachtsspiel)
- 1956: Das Spiel vom König Herodes (Weihnachtsspiel)
- 1957: Wildfeuer. Ein Bauernschicksal aus den steirischen Bergen[76]
- 1959: Maria in Straßengel. Steirische Kirchenlegende[77]
- 1959: Steirische Wallfahrt. Ein festliches Erzherzog-Johann-Spiel[78]
- 1961: Das Lachen unterm Tschako. Kleine Geschichten um die große Schweigerin[79]
- 1967: Ausn Sulmtal. Geschichten in steirischer Mundart[80]
- 1969: Sulmerisch gredt. Gedichte in der Mundart des Sulmtales (Steiermark)[81]
- 1970: Sulmtola Gschnoattl[82]
- 1972: D’Ahndl derzählt. Wallfahrtslegenden in steirischer Mundart (Sulmtal)[83]
- 1972: Der lärchene Stipfl. Anekdoten um Josef Krainer[84] (2. Auflage, 1973)
- 1973: In Kaisers buntem Rock. Anekdoten aus der k.u.k. Armee[85]
- 1974: Sankt Peaderer Gschichtn, auch Sankt Peaderer und aun(d)ere Gschichtn[88]
- 1974: k.u.k. Raritäten. Anekdoten aus der alten Armee.[86]
- 1975: Altösterreichischer Bilderbogen. Anekdoten aus der k.u.k. Armee.[87]
- 1980: Vorwiegend heiter. Von einem, der auszog, General zu werden[91]

## Hörspiel
- 1953: Bürgermeister Potemkin – Regie: Nicht angegeben (ORF Steiermark)[99]